# Trichomma insulare
Trichomma insulare är en stekelart som först beskrevs av Szepligeti 1910.  Trichomma insulare ingår i släktet Trichomma och familjen brokparasitsteklar. Inga underarter finns listade i Catalogue of Life.